# صامويل هانبا
صامويل هانبا (بالفنلندية: Samuel Haanpää) مواليد 27 سبتمبر 1986 في كيرافا، فنلندا، هو لاعب كرة سلة فنلندي. بدأ مسيرته الاحترافية في سنة 2008. يلعب مع بوروس في الدوري الإسباني لكرة السلة الدرجة الثانية. يحمل الرقم 13. يبلغ طوله 6 قدم 7 بوصة (2.0 م). لعب مع توربان بويات ونادي بوروس لكرة السلة.

## روابط خارجية
- صامويل هانبا على موقع الاتحاد الدولي لكرة السلة (الإنجليزية)
- صامويل هانبا على موقع كرة السلة الأوروبية.كوم (الإنجليزية)
- صامويل هانبا على موقع كلية كرة السلة في سبورتس رفرنس.كوم (الإنجليزية)
- صامويل هانبا على موقع ريلجم (الإنجليزية)
- صامويل هانبا على موقع بروبوليرز (الإنجليزية)